# 尾﨑世梨
尾﨑 世梨（おざき せり、Seri Ozaki, 2002年9月22日 - ）は、日本のフェンシング選手である。

## 経歴・人物
北海道出身。札幌市立北郷小学校⇒札幌大谷中学校⇒鹿児島県立鹿児島南高等学校⇒法政大学法学部国際政治学科4年在学中。
小学校までは空手とチアダンスに熱中し、空手は正道会館初段の腕前を持ち、チアダンスでは全国大会出場経験を持つ。
札幌大谷中学校入学後にフェンシングを始め、中学校時代では2017年度の「第18回東日本少年個人フェンシング大会」中学女子サーブルの部で優勝し、同年の「第3回全国中学生フェンシング選手権大会」女子サーブルの部で優勝している。
高校進学に当たっては北海道から遠く南へ渡り、高校フェンシングの名門である鹿児島南高等学校へ進学。名門校での鍛錬で体格も大きくなり、メキメキと強くなる。高校時代よりジュニア日本代表に選出され、2019年の「フェンシングアジアカデ・ジュニア選手権」（ヨルダン・アンマン）ではカデット・サーブルの部で準優勝している。
2021年に法政大学に入学。大学進学後も実力を向上させてシニア日本代表にも選出され、「2022年世界フェンシング選手権大会」（エジプト・カイロ）では女子サーブル団体に江村美咲、福島史帆実、小林かなえと出場して銅メダルを獲得した。
2023年には、学生ながらミキハウスとスポンサー契約を締結。
2024年に、フェンシング日本女子代表に選出され「フェンシングアジア選手権大会」（クウェート・クウェートシティ）女子個人サーブルで銅メダルを獲得した。
2024年パリオリンピックでは、女子サーブル団体にリザーブメンバーとして、江村美咲、髙嶋理紗、福島史帆実とともに出場した。準決勝でウクライナに32-45で敗れたものの、3位決定戦で地元フランスに完全アウェーの中で45-40で勝利し、この種目で日本女子のみならず日本初となる銅メダルを獲得した。
2025年6月、東京都北区スポーツ大使を委嘱される。